# Нейропротезирование
Нейропротезирование — дисциплина, лежащая на стыке нейробиологии и биомедицинской инженерии и занимающаяся разработкой нейронных протезов.
Нейронные протезы являются электронными имплантатами, которые могут восстановить двигательные, чувствительные и познавательные функции, если они были утрачены в результате травмы или болезни. Примером таких устройств может служить кохлеарный имплантат. Это устройство восстанавливает функции, выполняемые барабанной перепонкой и стремечком, за счёт имитации частотного анализа в ушной улитке. Микрофон, установленный снаружи, улавливает звуки и обрабатывает их; тогда обработанный сигнал передается на имплантированный блок, который через микроэлектродный массив стимулирует волокна слухового нерва в улитке. Посредством замены или усиления утраченных чувств, эти устройства намерены улучшить качество жизни для людей с ограниченными возможностями.
Эти имплантируемые устройства также часто используются в нейробиологии в экспериментах на животных как инструмент, помогающий при изучении мозга и его функционирования. При беспроводном мониторинге электрические сигналы мозга рассылаются посредством электродов, вживленных в мозг субъекта, при этом субъект может быть изучен без устройства, влияющего на результаты.
Точное зондирование и запись электрических сигналов в мозге поможет лучше понять связи между локальными скоплениями нейронов, отвечающие за определенные функции.
Нейронные имплантаты проектируются настолько маленькими, насколько это возможно, чтобы минимизировать инвазивность, особенно в районах, окружающих мозг, глаза или ушные улитки. Эти имплантаты обычно имеют беспроводную связь со своими протезами. Кроме того, питание легко получается через беспроводную передачу электричества через кожу. Ткань рядом с имплантатом очень чувствительна к увеличению температуры. Это означает, что потребляемая мощность должна быть минимальна, чтобы избежать повреждения ткани.
В 2019 году группе из Университета Карнеги-Меллона, используя неинвазивный интерфейс, удалось получить доступ к сигналам глубоко внутри мозга и разработать первую в мире управляемую разумом роботизированную руку, которая способна непрерывно и плавно следовать за курсором компьютера.
Сейчас в нейропротезировании наиболее широко используется кохлеарный имплантат. По состоянию на декабрь 2010 года его получили около 219 тысяч человек во всем мире.

## История
Первый известный кохлеарный имплантат был создан в 1957 году. Другими важными вехами являются создание первого двигательного протеза для свисающей стопы при гемиплегии в 1961 году, создание первого слухового стволомозгового имплантата в 1977 году и периферического нейромоста, вживленного в спинной мозг взрослой крысе 1981 году.

## Сенсорное протезирование

### Слуховое протезирование
Кохлеарные имплантаты, слуховые имплантаты ствола головного мозга и слуховые имплантаты среднего мозга являются тремя основными категориями для слуховых протезов.
Кохлеарные имплантаты используются для обеспечения развития разговорной речи у глухих с рождения детей. Кохлеарные имплантаты имплантированы примерно 80 000 детей во всем мире.

## Двигательное протезирование

### Имплантаты, контролирующие мочеиспускание
Основная статья: Sacral anterior root stimulator.
Когда поражение спинного мозга приводит к параплегии, у пациентов затрудняется опорожнение мочевого пузыря, что может вызвать инфекцию. 
В 1969 году Бриндли разработал крестцовый стимулятор передних корешков спинного мозга, с успешными испытаниями на людях в начале 1980-х годов.
Это устройство имплантируется в ганглии передних корешков крестцового отдела спинного мозга; Контролируемый внешним передатчиком, он обеспечивает прерывистую стимуляцию, которая улучшает опорожнение мочевого пузыря. Он также помогает в дефекации и позволяет пациентам-мужчинам иметь устойчивую полную эрекцию.
Подобная процедура стимуляции крестцового нерва предназначена для контроля недержания у пациентов с без параплегии.

## Когнитивные протезы
Когнитивные нейропротезы — устройства облегчающие обработку, хранение и передачу информации мозгом человека. Человеческий мозг пока недостаточно изучен, поэтому когнитивные нейропротезы остаются научной фантастикой.

## Электрохимические нейропротезы
Нейропротезы, использующие сочетание химической и электрической стимуляции и двигательной тренировки спинного мозга